# 维瓦里奥
维瓦里奥（法語：Vivario，法語發音：[vivaʁjo]）是法国上科西嘉省的一个市镇，属于科尔泰区。

## 地理
维瓦里奥（42°10'23"N, 9°10'13"E）面积79.28 平方千米，位于法国上科西嘉省，该省份位于科西嘉北部，后者为地中海西部的一座岛屿，也是法国的一个单一领土集体，位于法国大陆部分的东南面，意大利半島的西面，最临近的地块是撒丁岛。
与维瓦里奥接壤的市镇（或旧市镇、城区）包括：博科尼亚诺、吉索尼。

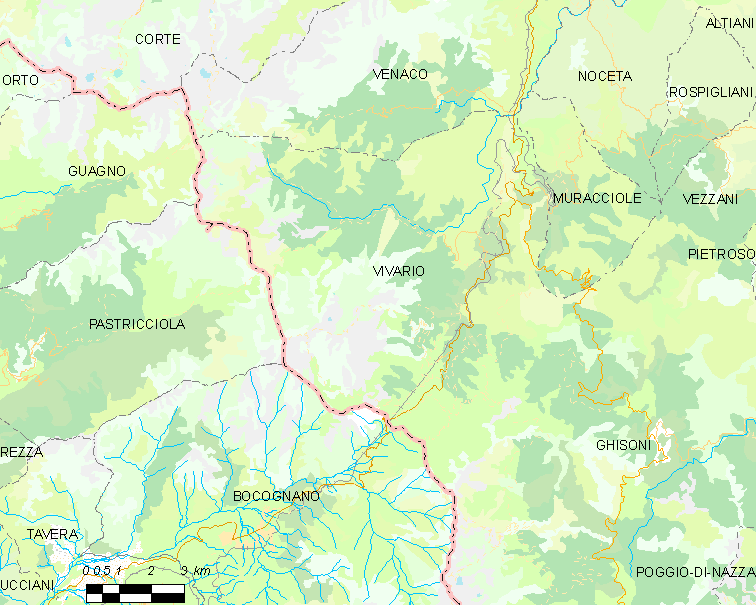
维瓦里奥的OSM定位图

维瓦里奥的时区为UTC+01:00、UTC+02:00（夏令时）。

## 行政
维瓦里奥的邮政编码为20219，INSEE市镇编码为2B354。

## 政治
维瓦里奥所属的省级选区为科尔泰县。

## 人口

1962-2008年间维瓦里奥人口变化图示

维瓦里奥于2022年1月1日时的人口数量为429人。